# 勝利駅
勝利駅（スンニえき、朝鮮語: 승리역）は、朝鮮民主主義人民共和国（北朝鮮）平壌市にある平壌地下鉄千里馬線の駅である。

## 駅構造
1面2線の島式ホーム

## 駅周辺
首都としての象徴的な金日成広場付近に位置し、様々な施設がその周りに立地している。大同江に近い。
- 金日成広場 - 軍事パレードや夜会の映像は世界的に知られる。
- 地下商店　- 地下にある商店街
- 人民大学習堂
- 朝鮮労働党1号庁舎
- ロシア大使館
- 万寿台芸術劇場
- 平壌第一百貨店（1百） - トロリーバスのターミナルでもある
- 崇霊殿（壇君と東明聖王の祭祀殿）、崇仁殿
- 平壌学生少年宮殿
- 玉流橋（主体思想塔、朝鮮記録映画撮影所、金日成高級党学校、平壌ボウリング館方面）
- 練光亭
- 大同門
- 朝鮮民俗博物館
- 外務省庁舎
- 朝鮮中央歴史博物館
- 朝鮮美術博物館
- 大同江ホテル
- 女性会館

## 隣の駅
平壌地下鉄
千里馬線
烽火駅 - 勝利駅 - 牡丹峰駅